# Grafkelder Loisel

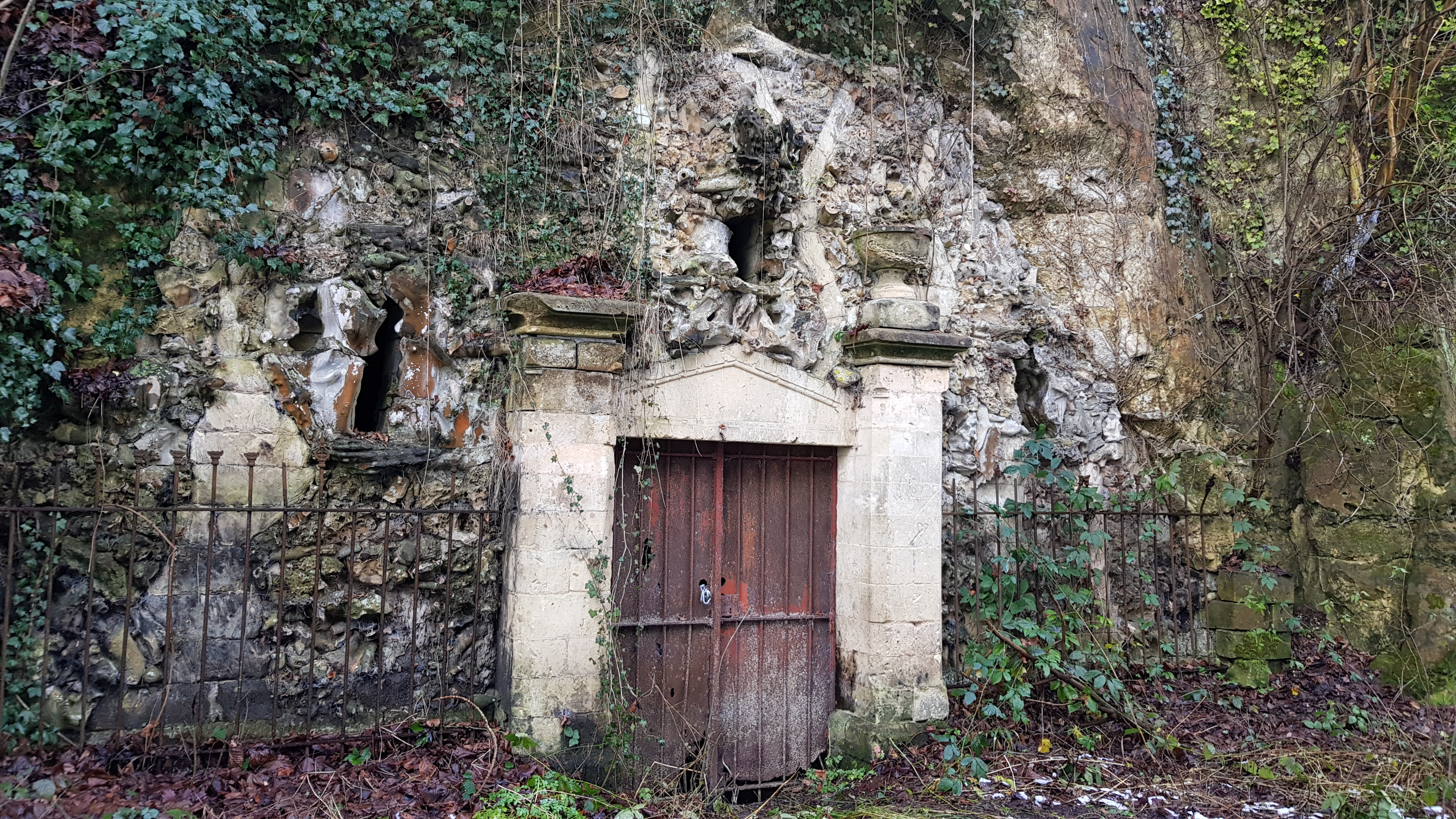
Grafkelder Loisel

De Grafkelder Loisel of Groeve Loisel is een grafkelder en Limburgse mergelgroeve in de Nederlandse gemeente Valkenburg aan de Geul in Zuid-Limburg. De ondergrondse groeve ligt aan de westkant van Valkenburg aan de Plenkertstraat in Plenkert op de noordelijke rand van het Plateau van Margraten in de overgang naar het Geuldal. Ter plaatse duikt het plateau een aantal meter steil naar beneden.
Op ongeveer 50 meter naar het zuidoosten ligt de Alphagroeve, op ongeveer 75 meter naar het zuidoosten liggen de Bergkelders Villa Alpha en naar het westen liggen de Plenkertgroeve en de Groeve achter Villa Rozenheuvel. Voor de grafkelder staat de voormalige Hervormde kerk.
In het gebied van de Limburgse mergelgroeven zijn deze grafkelder en de Grafkelder van Caestert de enige plekken waar er mensen in een ondergrondse mergelgroeve begraven zijn. De (Protestantse) aanleggers van deze grafkelders waren ook aan elkaar gerelateerd.

## Geschiedenis
In de 19e en 20e eeuw werd de groeve gebruikt. De groeve werd oorspronkelijk gebruikt als ijs- en wijnkelder van de familie Loisel. Later werd de groeve gebruikt als grafkelder van deze familie. In de periode van 1822 en 1955 werden er twaalf personen bijgezet.
In 1891 werd de grond voor de grafkapel verkocht om er de Hervormde kerk te laten bouwen.

## Groeve
De ingang van de groeve is voorzien van twee pilasters met daarop een fronton en een siervaas, alle uitgevoerd in mergel.
In de groeve bevindt zich een grafwand die geheel intact is. In het linker gedeelte van de groeve bevindt zich een vijf meter brede put die vroeger gebruikt werd als ijskelder.
De groeve heeft een oppervlakte van 172 vierkante meter en een ganglengte van ongeveer 30 meter.